# Дворец Модело
Дворецът Модело (на хърватски: Palača Modello), днес познат още и като Градска библиотека на Риека, е архитектурен паметник в Риека, Хърватия, построен в края на XIX век на мястото на разрушения през 1883 г. Театър на Адамич (Adamićeva kazališta).

## История
Близо век преди да бъде построен Двореца Модело видният местен предприемач Андрей Людевит Адамич (на хърватски: Andrija Ljudevit Adamić) се обръща с молба до общината на град Риека да бъде приет за член на градския съвет на патрициите. Първоначално молбата му е отхвърлена, но година по-късно, на 11 ноември 1798 г., съветът все пак решава да удовлетвори искането му. Но за да се случи това наистина, на Адамич му се налага да изчака още цели четири години. Междувременно докато чака това да се случи, Адамич се заема с подготовката за строежа на нов градски театър в Риека с помощта на архитекта Валентин Дефранцешия.
На 11 ноември 1802 г. Адамич най-после е обявен за патриций и на следващата година, на 10 ноември 1803 г., сключва договор с общината на града за изграждането на здание за театъра, както и за създаването на постоянен оркестър.
На 3 октомври 1805 г. Театърът на Адамич е тържествено открит. Сградата разполага с кафене, магазин, а по-късно е отворено и казино. Едновременно с това е закрит старият театър Боно-Герлици (на хърватски: Kazalište Bono – Gerliczi), станал твърде малък за бързо развиващия се град. Новият театър със своите 1600 места е един от най-големите за времето си в Европа, разкошно украсен и много представителен. Но през 1883 г. се взима решение Театърът на Адамич да бъде разрушен, тъй като не отговаря на новите европейски стандарти за безопасност, въведени след редица пожари в театрални здания в Австро-Унгария. До нас е достигнала само една фотография на този театър. Той бил заменен от Националния театър „Иван Зайц“.

## Строителство
След като Театърът на Адамич е сринат през 1883 г. с разрешение на кмета Джовани ди Циота, през същата година започва строителството на двореца, в който трябвало да се помещава банката на Риека и спестовната каса. Сградата е проектирана от известните архитекти Фердинанд Фелнер и Херман Хелмер. Декоративните елементи по нея в стил ренесанс и късен барок са дело на скулптора Игнацио Донегани.
Понастоящем на първия етаж на сградата е разположена Градската библиотека на Риека. В голямата зала на сградата се помещава Италианският културен клуб (Circolo italiano di cultura).